# وليام ميتن
وليام ميتن (1819-1906) (بالإنجليزية: William Mitten)‏ هو عالم نبات بريطاني.